# Borów (gmina)
Pour les articles homonymes, voir Borów.
Borów est une gmina rurale du powiat de Strzelin, Basse-Silésie, dans le sud-ouest de la Pologne. Son siège est le village de Borów, qui se situe environ 13 km au nord-ouest de Strzelin, et 28 km au sud de la capitale régionale Wrocław.
La gmina couvre une superficie de 98,66 km2 pour une population de 5 207 habitants.

## Géographie
La gmina est bordée par les gminy de Domaradz, Dydnia, Haczów, Jasienica Rosielna, Nozdrzec, Sanok et Zarszyn.
La gmina contient les villages de Bartoszowa, Boguszyce, Boreczek, Borek Strzeliński, Borów, Brzezica, Brzoza, Głownin, Jaksin, Jelenin, Kazimierzów, Kępino, Kojęcin, Kręczków, Kurczów, Ludów Śląski, Mańczyce, Michałowice, Opatowice, Piotrków Borowski, Rochowice, Siemianów, Stogi, Suchowice, Świnobród, Uniszów et Zielenice.